# Año de San José
El año de San José es un motivo de año temático impulsado por la Iglesia católica que va desde el 8 de diciembre de 2020 hasta el 8 de diciembre de 2021. Fue convocado por el papa Francisco para conmemorar los 150 años del decreto Quemadmodum Deus, con el que el papa Pío IX declaró a san José patrono de la Iglesia.

## Motivos
La Iglesia tiene ciertas celebraciones cada año contempladas dentro del año litúrgico,  En algunos escenarios los papas pueden convocar un año dedicado a un tema o celebración específica para una mayor reflexión profunda de algún aspecto de la doctrina católica. Para conmemorar el aniversario 150 de la proclamación de san José como patrono universal de la Iglesia, el papa Francisco convocó en su carta apostólica Patris Corde un año dedicado a este santo en medio de la pandemia de COVID-19.
Según el Papa, la pandemia ha ayudado a comprender la importancia de las personas comunes que infunden esperanza y hacen esfuerzos ocultos para ayudar a los demás, como José que tuvo un papel importante y a su vez desapercibido en el contexto del nacimiento de Jesús.
El papa Francisco en su carta menciona que «Todos pueden encontrar en san José —el hombre que pasa desapercibido, el hombre de la presencia diaria, discreta y oculta— un intercesor, un apoyo y una guía en tiempos de dificultad.»

## Celebraciones
- El mes de marzo de 2021 está dedicado a san José.[6]
- El papa Francisco decreto que es posible obtener indulgencia plenaria durante el año de San José, siguiendo diversos ritos y cumpliendo con los sacramentos de confesión, de comunión y rezar por las intenciones del Papa.[4][7]